# Allodiaptomus rarus
Allodiaptomus rarus is een eenoogkreeftjessoort uit de familie van de Diaptomidae. De wetenschappelijke naam van de soort is voor het eerst geldig gepubliceerd in 1998 door Reddy, Sanoamuang & Dumont.